# Felipe Solá
Felipé Solá, né le 23 juillet 1950 à Buenos Aires, est un homme politique argentin. 

## Biographie
Membre du Parti justicialiste, Felipé Solá est gouverneur de la province de Buenos Aires de 2002 à 2007, député de 1991 à 1993, 2007 à 2009 et 2009 à 2019. 
Il est nommé par le président élu Alberto Fernández comme ministre des Relations extérieures, du Commerce international et du Culte et prend officiellement ses fonctions le 10 décembre 2019.
Il est ingénieur diplômé en agriculture à l'Université de Buenos Aires.